# Okai járás

Az Okai járás Burjátföldön

Az Okai járás (oroszul Окинский район, burját nyelven Ахын аймаг) Oroszország egyik járása Burjátföldön, székhelye Orlik.

## Népesség
- 2002-ben 4 591 lakosa volt, melyből 58% burját, 40% szojot, 1,8% orosz.
- 2010-ben 5 353 lakosa volt, melyből 3 211 szojot, 1 784 burját, 335 orosz stb.